# غادولينيوم
الغادولينيوم (بالإنجليزية: Gadolinium)عنصر كيميائي له الرمز Gd والعدد الذري 64 في الجدول الدوري وهو من اللانثانيدات. تستخدم بعض مركبات الغادولينيوم في التشخيص الطبي (MRT) بغرض توضيح مشاهدة وفحص الأوعية الدموية في القلب وفي الدماغ ومدى انسدادها.
الجادولينيوم معدن أبيض فضي عند إزالة الأكسدة. إنه مرن إلى حد ما وهو عنصر أرضي نادر مطيل. يتفاعل الجادولينيوم مع الأكسجين الجوي أو الرطوبة ببطء لتشكيل طلاء أسود. الجادولينيوم عند أقل من 20 °م (68 °ف) تماما عند نقطة كوري حيث تتأثر المغنطيسية الحديدية، مع انجذاب إلى مجال مغناطيسي أعلى من مجال النيكل. وفوق درجة الحرارة هذه يكون العنصر الأكثر مغناطيسية. يوجد في الطبيعة فقط في شكل مؤكسد. عند فصلها، عادة ما تحتوي على شوائب من العناصر الأرضية النادرة الأخرى بسبب خصائصها الكيميائية المتشابهة.
تم اكتشاف الجادولينيوم في عام 1880 من قبل جان تشارلز دي مارينياك، الذي اكتشف أكسيده باستخدام التحليل الطيفي. سمي على اسم الجادولينيت المعدني، وهو أحد المعادن التي يوجد فيها الجادولينيوم، وهو نفسه سُمي على اسم الكيميائي الفنلندي يوهان جادولين. تم عزل الجادولينيوم النقي لأول مرة بواسطة الكيميائي بول إميل ليكوك دي بواسبودران حوالي عام 1886.
يمتلك الجادولينيوم خصائص معدنية غير عادية، لدرجة أن ما لا يزيد عن 1٪ من الجادولينيوم يمكنه تحسين قابلية التشغيل ومقاومة الأكسدة في درجات حرارة عالية من الحديد والكروم والمعادن ذات الصلة. يمتص الجادولينيوم، كمعدن أو ملح، النيوترونات، ولذلك يستخدم أحيانًا للحماية في التصوير الشعاعي النيوتروني وفي المفاعلات النووية.
مثل معظم العناصر الأرضية النادرة، يشكل الجادولينيوم أيونات ثلاثية التكافؤ بخصائص فلورية، وتستخدم أملاح الجادولينيوم (III) كفوسفور في تطبيقات مختلفة.
أيونات الجادولينيوم (III) في الأملاح القابلة للذوبان في الماء شديدة السمية للثدييات. ومع ذلك، فإن مركبات الجادولينيوم المخلبي (III) تمنع الجادولينيوم (III) من التعرض للكائن الحي وتفرز الغالبية عن طريق الصحة.  الكلى قبل أن تترسب في الأنسجة. نظرًا لخصائصها البارامغناطيسية، تُستخدم محاليل مجمعات الجادولينيوم العضوية المخلبة كعوامل تباين في التصوير بالرنين المغناطيسي الطبي عن طريق الوريد. كميات متفاوتة تترسب في أنسجة المخ، وعضلة القلب، والكلى، والأعضاء الأخرى والجلد، ويعتمد ذلك بشكل أساسي على وظيفة الكلى، وهيكل المخلّبات (الخطي أو الحلقي الكلي) والجرعة التي يتم تناولها.

## مميزات

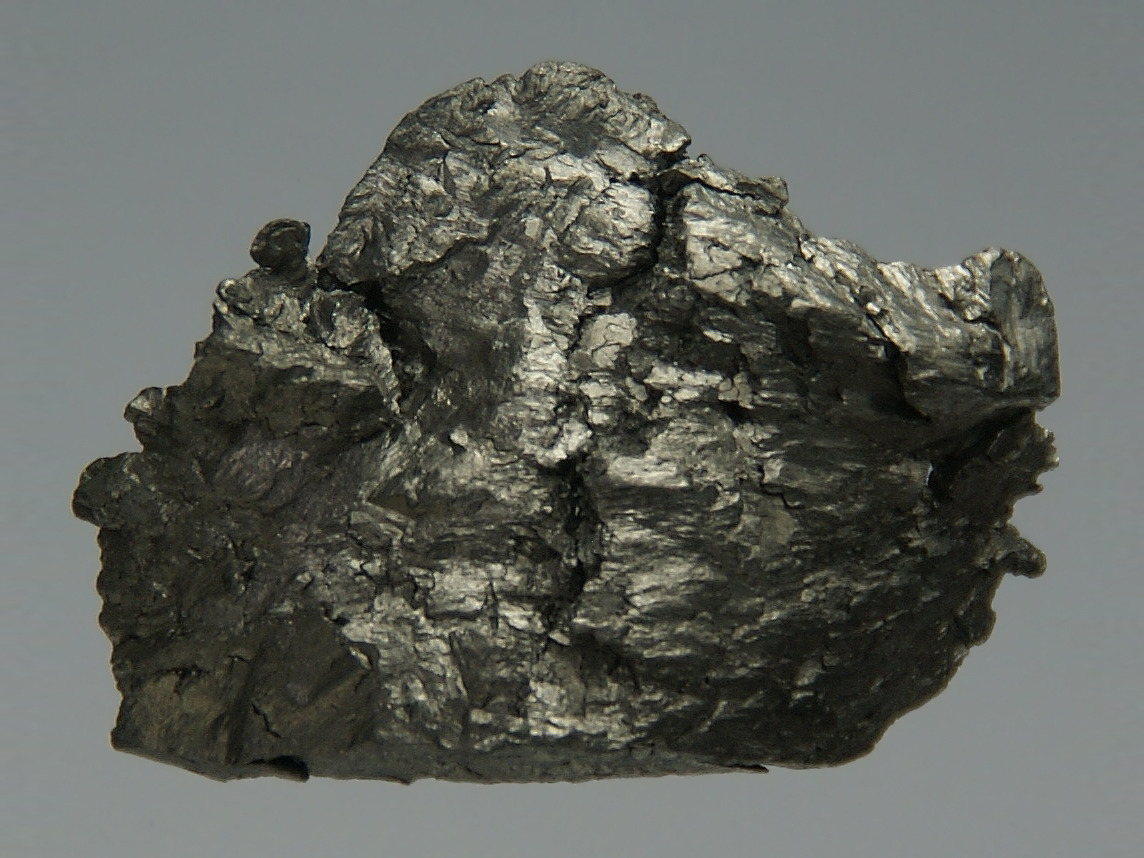
عينة من معدن الجادولينيوم

### الخصائص الفيزيائية
الجادولينيوم هو أبيض فضي، ليونة، الدكتايل عنصر الأرضية النادرة. يتبلور في شكل α سداسي الشكل في درجة حرارة الغرفة، ولكن عند تسخينه إلى درجات حرارة أعلى من 1,235 °م (2,255 °ف)، يتحول إلى شكل β، الذي له هيكل مكعب محوره الجسم. 
يحتوي نظير الجادولينيوم -157 على أعلى مقطع عرضي لالتقاط حراري للنيوترونات بين أي نوكليد ثابت: حوالي 259000 حظيرة. فقط زينون-135 لديه مقطع عرضي أعلى، حوالي 2.0 مليون حظيرة، لكن هذا النظير مشع.
يُعتقد أن الجادولينيوم مغنطيسي مغناطيسي عند درجات حرارة أقل من 20 °م (68 °ف)  وهو مغناطيسي قوي فوق درجة الحرارة هذه. هناك دليل على أن الجادولينيوم هو مضاد مغناطيسي حلزوني، وليس مغناطيسيًا مغناطيسيًا، أقل من 20 °م (68 °ف) . يُظهر الجادولينيوم تأثيرًا مغناطيسيًا حيث تزداد درجة حرارته عندما يدخل مجالًا مغناطيسيًا وتنخفض عندما يغادر المجال المغناطيسي. تنخفض درجة الحرارة إلى 5 °م (41 °ف) لسبائك الجادولينيوم Gd 85 Er 15، وهذا التأثير أقوى بشكل ملحوظ بالنسبة للسبائك Gd 5 (Si 2 Ge 2)، ولكن عند درجة حرارة أقل بكثير (< 85 ك (−188.2 °م؛ −306.7 °ف)). لوحظ تأثير مغناطيسي كبير في درجات حرارة أعلى تصل إلى حوالي 300 كلفن، في المركبات Gd 5 (Si x Ge 1− x) 4 .
يمكن عزل ذرات الجادولينيوم الفردية عن طريق تغليفها في جزيئات الفوليرين، حيث يمكن تصورها باستخدام مجهر إلكتروني ناقل. يمكن دمج ذرات Gd الفردية ومجموعات Gd الصغيرة في الأنابيب النانوية الكربونية.

### الخواص الكيميائية
يتحد الجادولينيوم مع معظم العناصر لتكوين مشتقات Gd (III). كما أنه يتحد مع النيتروجين والكربون والكبريت والفوسفور والبورون والسيلينيوم والسيليكون والزرنيخ في درجات حرارة مرتفعة، مكونًا مركبات ثنائية.
على عكس العناصر الأرضية النادرة الأخرى، فإن الجادولينيوم المعدني مستقر نسبيًا في الهواء الجاف. ومع ذلك، فإنه يتلوث بسرعة في الهواء الرطب، ويشكل أكسيد الجادولينيوم (III) غير المحكم الالتصاق (Gd 2 O 3):
4 Gd + 3 O2 → 2 Gd2O3,
الذي ينفجر، ويعرض المزيد من الأسطح للأكسدة.
الجادولينيوم هو عامل اختزال قوي يقلل أكاسيد العديد من المعادن في عناصرها. الجادولينيوم حساس للكهرباء ويتفاعل ببطء مع الماء البارد وبسرعة كبيرة مع الماء الساخن لتكوين هيدروكسيد الجادولينيوم:
2 Gd + 6 H2O → 2 Gd(OH)3 + 3 H2.\
الذي ينفجر، ويعرض المزيد من الأسطح للأكسدة.
الجادولينيوم هو عامل اختزال قوي يقلل أكاسيد العديد من المعادن في عناصرها. الجادولينيوم حساس للكهرباء ويتفاعل ببطء مع الماء البارد وبسرعة كبيرة مع الماء الساخن لتكوين هيدروكسيد الجادولينيوم:
2 Gd + 6 H2O → 2 Gd(OH)3 + 3 H2.
يتم مهاجمة معدن الجادولينيوم بسهولة عن طريق تخفيف حمض الكبريتيك لتشكيل محاليل تحتوي على أيونات Gd (III) عديمة اللون، والتي توجد على شكل [Gd (H 2 O) 9 ] 3+ معقدات:
2 Gd + 3 H2SO4 + 18 H2O → 2 [Gd(H2O)9]3+ + 3 SO42- + 3 H2.
يتفاعل معدن الجادولينيوم مع الهالوجينات (X 2) عند درجة حرارة حوالي 200 °م (392 °ف) :
2 Gd + 3 X2 → 2 GdX3.

#### مركبات كيميائية
في الغالبية العظمى من مركباته، يتبنى الجادولينيوم حالة الأكسدة +3. جميع ثلاثي الهاليد الأربعة معروف. كلها بيضاء، باستثناء اليوديد، وهو أصفر. الأكثر شيوعًا من الهاليدات هو الجادولينيوم (III) كلوريد (GdCl 3). يذوب الأكسيد في الأحماض ليعطي الأملاح، مثل نترات الجادولينيوم (III) .
يشكل الجادولينيوم (III)، مثل معظم أيونات اللانثانيدات، معقدات ذات أرقام تنسيق عالية. يتضح هذا الاتجاه من خلال استخدام العامل المخلب دوتا (شيلاتور)، وهو يجند مسنن ثماني النواة. أملاح [Gd (DOTA)] - مفيدة في التصوير بالرنين المغناطيسي. تم تطوير مجموعة متنوعة من مجمعات المخلّبات ذات الصلة، بما في ذلك الجادودياميد.
مركبات الجادولينيوم المختزلة معروفة، خاصة في الحالة الصلبة. يتم الحصول على هاليدات الجادولينيوم (II) عن طريق تسخين هاليدات Gd (III) في وجود Gd المعدني في حاويات التنتالوم. يشكل الجادولينيوم أيضًا سيسكويكلوريدGd 2 Cl 3، والذي يمكن تقليله إلى (GdCl) عن طريق التلدين عند 800 °م (1,470 °ف) . يشكل كلوريد الجادولينيوم (I) صفائحًا ذات بنية تشبه الجرافيت.

### النظائر
يتكون الجادولينيوم الموجود طبيعيًا من ستة نظائر مستقرة، 154 جيجا، 155 جيجا، 156 جيجا، 157 جيجا، 158 جيجا، 160 جيجا، ونظير مشع واحد، 152 جيجا، والنظير 158 جيجا، الأكثر وفرة (24.8٪ وفرة طبيعية). لم يُلاحظ أبدًا تحلل بيتا المزدوج المتوقع البالغ 160 Gd (تم قياس حد أدنى تجريبيًا لنصف العمر الذي يزيد عن 1.3 × 10 21 ).
تمت ملاحظة 29 نظيرًا مشعًا من الجادولينيوم، وأكثرها استقرارًا هو 152 Gd (يحدث بشكل طبيعي)، مع عمر نصف يبلغ حوالي 1.08 × 10 14 عامًا، و 150 Gd، مع عمر نصف يبلغ 1.79 × 10 6 سنوات. جميع النظائر المشعة المتبقية لها فترات نصف عمر أقل من 75 عامًا. غالبية هؤلاء لديهم نصف عمر أقل من 25 ثانية. تحتوي نظائر الجادولينيوم على أربعة أيزومرات ثابتة، وأكثرها ثباتًا هو 143m Gd (t 1/2 = 110 ثوانٍ)، و 145 m Gd (t 1/2 = 85 ثانية) و 141m Gd (t 1/2 = 24.5 ثانية).
النظائر ذات الكتل الذرية أقل من النظير المستقر الأكثر وفرة، 158 Gd، تتحلل بشكل أساسي عن طريق التقاط الإلكترون لنظائر اليوروبيوم. في الكتل الذرية الأعلى، يكون وضع الاضمحلال الأساسي هو اضمحلال بيتا، والمنتجات الأولية هي نظائر التيربيوم.

## تاريخ
تمت تسمية الجادولينيوم على اسم الجادولينيت المعدني، والذي سمي بدوره على اسم الكيميائي والجيولوجي الفنلندي يوهان جادولين. في عام 1880، لاحظ الكيميائي السويسري جان تشارلز جاليسار الخطوط الطيفية من الجادولينيوم في عينات من الجادولينيوم (الذي يحتوي في الواقع على القليل نسبيًا من الجادولينيوم، ولكنه يكفي لإظهار الطيف) وفي معدن السيرييت المنفصل. ثبت أن المعدن الأخير يحتوي على قدر أكبر بكثير من العنصر مع الخط الطيفي الجديد. قام دي مارينياك في النهاية بفصل أكسيد معدني عن السيريت، والذي أدرك أنه أكسيد هذا العنصر الجديد. أطلق على أكسيد «أكسيد الجادولينيوم (III)». ولأنه أدرك أن «الجادولينيا» كان أكسيد عنصر جديد، فقد كان له الفضل في اكتشاف الجادولينيوم. قام الكيميائي الفرنسي بول إميل ليكوك دي بواسبودران بفصل معدن الجادولينيوم عن الجادولين في عام 1886.

## حقيقة

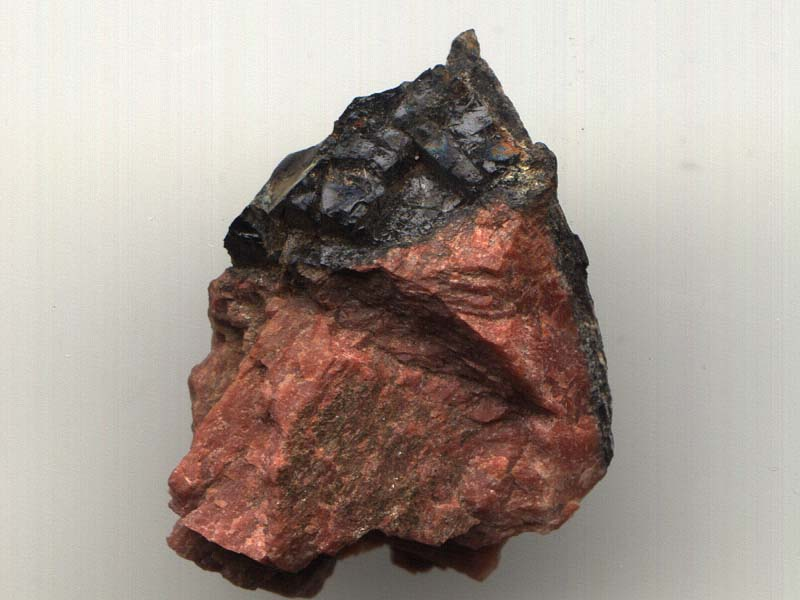
الجادولينيت

الجادولينيوم مكون في العديد من المعادن مثل المونازيت والباستناسيتي، وهما أكاسيد. المعدن شديد التفاعل بحيث لا يتواجد بشكل طبيعي. من المفارقات، كما ذكرنا أعلاه، أن الجادولينيت المعدني يحتوي في الواقع على آثار فقط من هذا العنصر. الوفرة في القشرة الأرضية حوالي 6.2 ملغم / كغم. تقع مناطق التعدين الرئيسية في الصين والولايات المتحدة والبرازيل وسريلانكا والهند وأستراليا مع احتياطيات من المتوقع أن تتجاوز مليون طن. يبلغ الإنتاج العالمي من الجادولينيوم النقي حوالي 400 طن في السنة. المعدن الوحيد المعروف الذي يحتوي على الجادولينيوم الأساسي، ليبرسونيت- (Gd)، نادر جدًا.

## إنتاج
يتم إنتاج الجادولينيوم من كل من المونازيت وباستناسيت.
1. يتم استخلاص المعادن المكسرة بحمض الهيدروكلوريك أو حمض الكبريتيك الذي يحول الأكاسيد غير القابلة للذوبان إلى كلوريدات أو كبريتات قابلة للذوبان.
2. يتم معادلة المرشح الحمضي جزئيًا باستخدام الصودا الكاوية إلى الرقم الهيدروجيني 3-4. يترسب الثوريوم في صورة هيدروكسيده، ثم يُزال.
3. يتم معالجة المحلول المتبقي بأكسالات الأمونيوم لتحويل الأتربة النادرة إلى أكسالات غير قابلة للذوبان. يتم تحويل الأكسالات إلى أكاسيد بالتسخين.
4. يتم إذابة الأكاسيد في حمض النيتريك الذي يستبعد أحد المكونات الرئيسية، السيريوم، الذي يكون أكسيده غير قابل للذوبان في HNO 3.
5. يتم معالجة المحلول بنترات المغنيسيوم لإنتاج خليط متبلور من أملاح مزدوجة من الجادولينيوم والسماريوم والأوروبيوم.
6. يتم فصل الأملاح عن طريق كروماتوغرافيا التبادل الأيوني.
7. يتم بعد ذلك غسل أيونات الأرض النادرة بشكل انتقائي بواسطة عامل معقد مناسب.[5]

يتم الحصول على معدن الجادولينيوم من أكسيده أو أملاحه عن طريق تسخينه بالكالسيوم عند 1,450 °م (2,640 °ف) في جو الأرجون. يمكن إنتاج الجادولينيوم الإسفنجي عن طريق تقليل GdCl 3 المنصهر بمعدن مناسب عند درجات حرارة أقل من 1,312 °م (2,394 °ف) (نقطة انصهار Gd) عند ضغط منخفض.

## التطبيقات
لا يحتوي الجادولينيوم على تطبيقات واسعة النطاق، ولكن له مجموعة متنوعة من الاستخدامات المتخصصة.
نظرًا لأن 157 Gd يحتوي على مقطع عرضي نيوتروني عالٍ، فإنه يُستخدم لاستهداف الأورام في العلاج بالنيوترونات. هذا العنصر فعال للاستخدام مع التصوير الشعاعي النيوتروني وفي حماية المفاعلات النووية. يتم استخدامه كإجراء ثانوي لإغلاق الطوارئ في بعض المفاعلات النووية، خاصةً من نوع مفاعل كندو. يستخدم الجادولينيوم أيضًا في أنظمة الدفع البحرية النووية كما السم القابل للاحتراق.
يمتلك الجادولينيوم خصائص معدنية غير عادية، مع أقل من 1٪ من الجادولينيوم الذي يحسن قابلية التشغيل ومقاومة الحديد والكروم والسبائك ذات الصلة لدرجات الحرارة العالية والأكسدة.
الجادولينيوم هو مغناطيسي متوسط في درجة حرارة الغرفة، عند نقطة كوري تبلغ 20 °م (68 °ف). تعمل الأيونات البارامغنطيسية، مثل الجادولينيوم، على تعزيز معدلات الاسترخاء النووي، مما يجعل الجادولينيوم مفيدًا للتصوير بالرنين المغناطيسي (MRI). تُستخدم حلول مجمعات الجادولينيوم العضوية ومركبات الجادولينيوم كعامل تباين في التصوير بالرنين المغناطيسي في الوريد لتحسين الصور في التصوير بالرنين المغناطيسي الطبي وإجراءات تصوير الأوعية بالرنين المغناطيسي (MRA). ماجنيفست هو المثال الأكثر انتشارًا. الأنابيب النانوية المعبأة بالجادولينيوم، والتي تسمى «أنابيب الجادونانوت»، أكثر فعالية 40 مرة من عامل تباين الجادولينيوم المعتاد. عوامل التباين التقليدية القائمة على الجادولينيوم غير مستهدفة، وتوزع بشكل عام في جميع أنحاء الجسم بعد الحقن، ولكنها لن تعبر الحاجز الدموي الدماغي السليم. تسمح أورام الدماغ والاضطرابات الأخرى التي تؤدي إلى تدهور الحاجز الدموي الدماغي لهذه العوامل بالاختراق إلى الدماغ وتسهيل اكتشافها عن طريق التصوير بالرنين المغناطيسي المعزز بالتباين. وبالمثل، تأخر التصوير بالرنين المغناطيسي محسنة الجادولينيوم يستخدم مركب أيوني، في الأصل يتم استبعاد من الأصحاء على أساس التنافر الكهربائي ولكنه لن يدخل بروتيوغليكان في أمراض مثل التهاب المفاصل.
يستخدم الجادولينيوم كالفوسفور أيضًا في التصوير الآخر. في أنظمة الأشعة السينية، يوجد الجادولينيوم في طبقة الفوسفور، معلقة في مصفوفة بوليمر عند الكاشف. تربيوم - مخدر أوكسي كبريتيد الجادولينيوم (Gd 2 O 2 S: Tb) في طبقة الفوسفور يحول الأشعة السينية المنبعثة من المصدر إلى ضوء. هذه المادة تشع الضوء الأخضر عند 540 نانومتر نظرًا لوجود Tb 3+، وهو مفيد جدًا لتحسين جودة التصوير. يصل تحويل الطاقة لـ Gd إلى 20٪، مما يعني أنه يمكن تحويل 1/5 طاقة الأشعة السينية التي تضرب طبقة الفوسفور إلى فوتونات مرئية. أوكسيورثوسيليكات الجادولينيوم (Gd 2 SiO 5، GSO ؛ مخدر عادة بنسبة 0.1-1.0٪ من Ce) عبارة عن بلورة مفردة تستخدم كوماض في التصوير الطبي مثل التصوير المقطعي بالإصدار البوزيتروني أو للكشف عن النيوترونات.
تستخدم مركبات الجادولينيوم أيضًا في صنع الفوسفور الأخضر لأنابيب التلفزيون الملون.[بحاجة لمصدر]
يتم إنتاج الجادولينيوم -153 في مفاعل نووي من عنصر اليوروبيوم أو أهداف الجادولينيوم المخصب. يبلغ عمر النصف 240±10 يومًا ويصدر إشعاع غاما بقمم قوية عند 41 كيلو فولت و 102 keV. يتم استخدامه في العديد من تطبيقات ضمان الجودة، مثل مصادر الخطوط وأشباح المعايرة، لضمان عمل أنظمة تصوير الطب النووي بشكل صحيح وإنتاج صور مفيدة لتوزيع النظائر المشعة داخل المريض. كما أنه يستخدم كمصدر لأشعة جاما في قياسات امتصاص الأشعة السينية أو في مقاييس كثافة العظام لفحص هشاشة العظام، وكذلك في نظام التصوير بالأشعة السينية المحمول ليكسسكوب.
يستخدم الجادولينيوم لصنع عقيق الجادولينيوم الإيتريوم (Gd: Y 3 Al 5 O 12)؛ له تطبيقات ميكروويف ويستخدم في تصنيع مكونات بصرية مختلفة وكمواد ركيزة للأفلام الممغنطة الضوئية.[بحاجة لمصدر]
تم استخدام عقيق الجادولينيوم الغاليوم (GGG، Gd 3 Ga 5 O 12) لتقليد الماس وذاكرة فقاعة الكمبيوتر.
الجادولينيوم يمكن أيضا أن تكون بمثابة بالكهرباء في خلايا وقود الأكسيد الصلبة (SOFCs). إن استخدام الجادولينيوم كمشوب لمواد مثل أكسيد السيريوم (على شكل سيريا مخدر بالجادولينيوم) يخلق إلكتروليتًا مع الموصلية الأيونية العالية ودرجات حرارة التشغيل المنخفضة، والتي تعتبر مثالية لإنتاج فعال من حيث التكلفة لخلايا الوقود.
تُجرى الأبحاث على التبريد المغناطيسي بالقرب من درجة حرارة الغرفة، مما قد يوفر كفاءة كبيرة ومزايا بيئية على طرق التبريد التقليدية. المواد القائمة على الجادولينيوم، مثل Gd 5 (Si x Ge 1− x) 4، هي حاليًا أكثر المواد الواعدة، نظرًا لارتفاع درجة حرارة كوري وتأثيرها المغناطيسي العملاق. يُظهر Gd النقي تأثيرًا مغناطيسيًا كبيرًا بالقرب من درجة حرارة كوري البالغة 20 °م (68 °ف)، وقد أثار هذا اهتمامًا كبيرًا بإنتاج سبائك Gd بتأثير أكبر ودرجة حرارة Curie قابلة للضبط. في Gd 5 (Si x Ge 1− x) 4، يمكن تغيير تركيبات Si و Ge لضبط درجة حرارة Curie. لا تزال هذه التقنية في مرحلة مبكرة جدًا من التطوير، ولا يزال يتعين إجراء تحسينات مادية كبيرة قبل أن تصبح قابلة للتطبيق تجاريًا.
وضع الفيزيائيان مارك فاجينز وجون بيكوم، من سوبر كاميوكاندي الياباني، نظرية مفادها أن الجادولينيوم قد يسهل اكتشاف النيوترينو عند إضافته إلى مياه عالية النقاء في الخزان.
تم البحث عن أكسيد النحاس والباريوم الجادولينيوم (GdBCO) لخصائصه فائقة التوصيل  مع التطبيقات في المحركات فائقة التوصيل أو المولدات - على سبيل المثال في التوربينات الهوائية. يمكن تصنيعه بنفس الطريقة مثل الموصل الفائق لدرجات الحرارة العالية الأكثر بحثًا على نطاق واسع، وهو أكسيد الإيتريوم الباريوم والنحاس (YBCO) ويستخدم تركيبة كيميائية مماثلة (GdBa 2 Cu 3 O 7− δ). والجدير بالذكر أنه تم استخدامه من قبل مجموعة مجموعة الموصلية الفائقة السائبة من جامعة كامبريدج في عام 2014 لتسجيل رقم قياسي عالمي جديد لأعلى مجال مغناطيسي محاصر في موصل فائق ذو درجة حرارة عالية، مع مجال 17.6T محاصر داخل اثنين من كتل (GdBCO).

## أمان
باعتباره أيونًا حرًا، يتم الإبلاغ عن أن الجادولينيوم شديد السمية في كثير من الأحيان، ولكن عوامل التباين في التصوير بالرنين المغناطيسي هي مركبات مخلبة وتعتبر آمنة بدرجة كافية لاستخدامها في معظم الأشخاص. ترجع سمية أيونات الجادولينيوم الحرة في الحيوانات إلى التداخل مع عدد من العمليات المعتمدة على قناة أيون الكالسيوم. تبلغ الجرعة المميتة 50٪ حوالي 0.34 مليمول / كجم (IV، فأر)  أو 100-200 ملغم / كغم. تظهر دراسات السمية في القوارض أن إزالة معدن ثقيل من الجادولينيوم (الذي يحسن أيضًا من قابليته للذوبان) يقلل من سميته فيما يتعلق بالأيون الحر بمعامل 50 (أي أن الجرعة المميتة لمخلّب Gd تزداد بمقدار 50 مرة). لذلك يُعتقد أن السمية السريرية لعوامل التباين المعتمدة على الجادولينيوم (GBCAs ) في البشر سوف تعتمد على قوة العامل المخلب؛ لكن هذا البحث لم يكتمل بعد.[متى؟]  حوالي اثني عشر من العوامل المختلفة المخلبية لـ Gd كعوامل تباين في التصوير بالرنين المغناطيسي في جميع أنحاء العالم.
في المرضى الذين يعانون من الفشل الكلوي، هناك خطر الإصابة بمرض نادر ولكنه خطير يسمى التليف الجهازي كلوي المنشأ (NSF)  والذي ينتج عن استخدام عوامل التباين القائمة على الجادولينيوم. يشبه المرض الوذمة المخاطية الصلبة وإلى حد ما تصلب الجلد. قد يحدث بعد شهور من حقن عامل التباين. يتم تأكيد ارتباطه بالجادولينيوم وليس الجزيء الحامل من خلال حدوثه مع مواد تباين مختلفة حيث يتم حمل الجادولينيوم بواسطة جزيئات حاملة مختلفة تمامًا. نتيجة لذلك، لا ينصح باستخدام هذه العوامل لأي فرد مصاب بالفشل الكلوي في المرحلة النهائية حيث سيتطلب غسيل الكلى الطارئ. قد تحدث أعراض مماثلة ولكنها ليست متطابقة لمرض التليف الكيسي في الأشخاص الذين لديهم وظائف كلوية طبيعية أو شبه طبيعية في غضون ساعات إلى شهرين بعد إعطاء (GBCAs)؛ تم اقتراح اسم «مرض ترسب الجادولينيوم» (GDD) لهذه الحالة، والتي تحدث في غياب مرض سابق الوجود أو مرض متطور لاحقًا لعملية معروفة بديلة. أفادت دراسة أجريت عام 2016 عن العديد من الحالات القصصية لـ (GDD). ومع ذلك، في تلك الدراسة، تم تجنيد المشاركين من مجموعات الدعم عبر الإنترنت للأشخاص الذين تم تحديدهم ذاتيًا على أنهم يعانون من سمية الجادولينيوم، ولم يتم جمع أي سجل طبي أو بيانات ذات صلة. لا يزال يتعين إجراء دراسات علمية نهائية تثبت وجود الحالة.
تشتمل الإرشادات الحالية الصادرة عن الجمعية الكندية لأخصائيي الأشعة  على أن مرضى غسيل الكلى يجب أن يتلقوا فقط عوامل الجادولينيوم عند الضرورة وأن يخضعوا لغسيل الكلى بعد الاختبار. إذا كان يجب إجراء التصوير بالرنين المغناطيسي المعزز بالتباين على مريض غسيل الكلى، فمن المستحسن تجنب بعض عوامل التباين عالية الخطورة ولكن لا يتم أخذ جرعة أقل في الاعتبار. توصي الكلية الأمريكية للأشعة بإجراء فحوصات التصوير بالرنين المغناطيسي المعززة بالتباين في أقرب وقت ممكن قبل غسيل الكلى كإجراء وقائي، على الرغم من أن هذا لم يثبت أنه يقلل من احتمالية تطوير (NSF). توصي إدارة الغذاء والدواء الأمريكية (FDA) بأخذ احتمالية احتباس الجادولينيوم في الاعتبار عند اختيار نوع (GBCA) المستخدم في المرضى الذين يحتاجون إلى جرعات متعددة مدى الحياة، والنساء الحوامل والأطفال والمرضى الذين يعانون من حالات التهابية.
التفاعلات التأقية نادرة الحدوث في حوالي 0.03-0.1٪.
الآثار البيئية طويلة المدى لتلوث الجادولينيوم بسبب الاستخدام البشري هو موضوع البحث المستمر.

## الدور البيولوجي
الجادولينيوم ليس له دور بيولوجي أصلي معروف، ولكن مركباته تستخدم كأدوات بحث في الطب الحيوي. مركبات Gd 3+ هي مكونات عوامل التباين في التصوير بالرنين المغناطيسي. يتم استخدامه في العديد من تجارب الفيزيولوجيا الكهربية للقنوات الأيونية لمنع قنوات تسرب الصوديوم وتمديد القنوات الأيونية المنشطة. تم استخدام الجادولينيوم مؤخرًا لقياس المسافة بين نقطتين في بروتين ما عبر الرنين المغنطيسي الإلكتروني، وهو شيء يمكن أن يكون الجادولينيوم قابلاً له بشكل خاص بفضل حساسية EPR في النطاق w (95 جيجاهرتز).

## روابط خارجية
- التليف الجهازي كلوي المنشأ - مضاعفات تباين الجادولينيوم بالرنين المغناطيسي (سلسلة من الصور على موقع MedPix الإلكتروني).
- إنه عنصر - الجادولينيوم.
- تستخدم الثلاجة معدن الجادولينيوم الذي يسخن عند تعرضه للمجال المغناطيسي.
- استشاري من إدارة الغذاء والدواء بشأن التباين القائم على الجادولينيوم.
- تصوير البطن بالرنين المغناطيسي: اعتبارات مهمة لتقييم تعزيز الجادولينيوم نسخة محفوظة 27 فبراير 2012 على موقع واي باك مشين.، رافائيل أو بي دي كامبوس، فاسكو هيرديا، إرسان ألتون، ريتشارد سي سيميلكا، قسم الأشعة بمستشفيات جامعة نورث كارولينا تشابل هيل.
- داخل جولة Super Kamiokande اليابانية 360 درجة بما في ذلك تفاصيل حول إضافة الجادولينيوم إلى المياه النقية للمساعدة في دراسة النيوترينوات.